# Lanassa capensis
Lanassa capensis är en ringmaskart som beskrevs av Francis Day 1955. Lanassa capensis ingår i släktet Lanassa och familjen Terebellidae. Inga underarter finns listade i Catalogue of Life.